# Municipio Zapotitlán de Vadillo
Koordinaten: 19° 33′ N, 103° 48′ W
Zapotitlán de Vadillo ist ein Municipio im mexikanischen Bundesstaat Jalisco in der Región Sur. Das Municipio hatte beim Zensus 2010 6.685 Einwohner; die Fläche des Municipios beträgt 306,7 km².
Größter Ort im Municipio und Verwaltungssitz ist das gleichnamige Zapotitlán de Vadillo. Ein zweiter Ort mit zumindest 500 Einwohnern existiert mit San José del Carmen. Insgesamt umfasst das Municipio 37 Ortschaften.
Das Municipio Zapotitlán de Vadillo grenzt an die Municipios Tuxpan, San Gabriel, Tolimán und Tonila sowie ans Municipio Comala im Bundesstaat Colima.
Das Gemeindegebiet liegt auf durchschnittlich etwa 1500 m über dem Meeresspiegel, zwischen 300 m und Gipfeln mit bis zu 3600 m. Etwa 60 % der Fläche des Municipios sind bewaldet, gut ein Drittel wird landwirtschaftlich genutzt.